# Aszaga-Jarak
Aszaga-Jarak (ros. Ашага-Ярак) – wieś w Rosji, w Dagestanie, w rejonie chiwskim. W 2021 liczyła 1344 mieszkańców, głównie Tabasaranów.